# Amauris alba
Amauris alba är en fjärilsart som beskrevs av Heinrich Neustetter 1916. Amauris alba ingår i släktet Amauris och familjen praktfjärilar. Inga underarter finns listade i Catalogue of Life.